# Qusayr Amra
Qusayr ʿAmra in arabo ﻗﺼﻴﺮ عمرة‎?, Quṣayr ʿAmra - ovvero il piccolo palazzo di ʿAmra - è il più famoso palazzo costruito nel deserto fra quelli che si trovano nella Giordania orientale.

## Descrizione
L'edificio venne eretto all'inizio dell'VIII secolo (probabilmente fra il 711 e il 715) dal califfo omayyade al-Walīd I, agli inizi del suo dominio su questa regione. Il palazzo è quindi uno dei primi esempi di arte e di architettura islamica.
Il palazzo, che veniva utilizzato come ritiro dal califfo o dai suoi familiari per diletto o praticare attività sportive, è decorato da affreschi rappresentanti scene di caccia, principalmente di mammiferi ora estinti in tutto il Vicino Oriente, frutti e nudi femminili. L'edificio contiene anche un bagno con un triplice soffitto a volta che dimostra l'influenza romano-bizantina.
La struttura, dopo essere stata abbandonata in tempi antichi, venne riscoperta nel 1898 da Alois Musil. Nel 1985 il castello è stato inserito nell'elenco dei Patrimoni dell'umanità dell'UNESCO. Oggi Quṣayr ʿAmra si trova in condizioni peggiori rispetto a quelle degli altri castelli del deserto, con gli affreschi danneggiati dai graffiti, per ovviare ai quali sono attualmente in corso opere di restauro
Qusayr ʿAmra (قصر عمرة) è uno dei più importanti esempi di architettura islamica del periodo omayyade, situato nel deserto orientale della Giordania. Costruito probabilmente tra il 723 e il 743 d.C., durante il regno del califfo omayyade al-Walīd II, è stato originariamente utilizzato come residenza di caccia e come luogo di svago.

## Struttura e affreschi

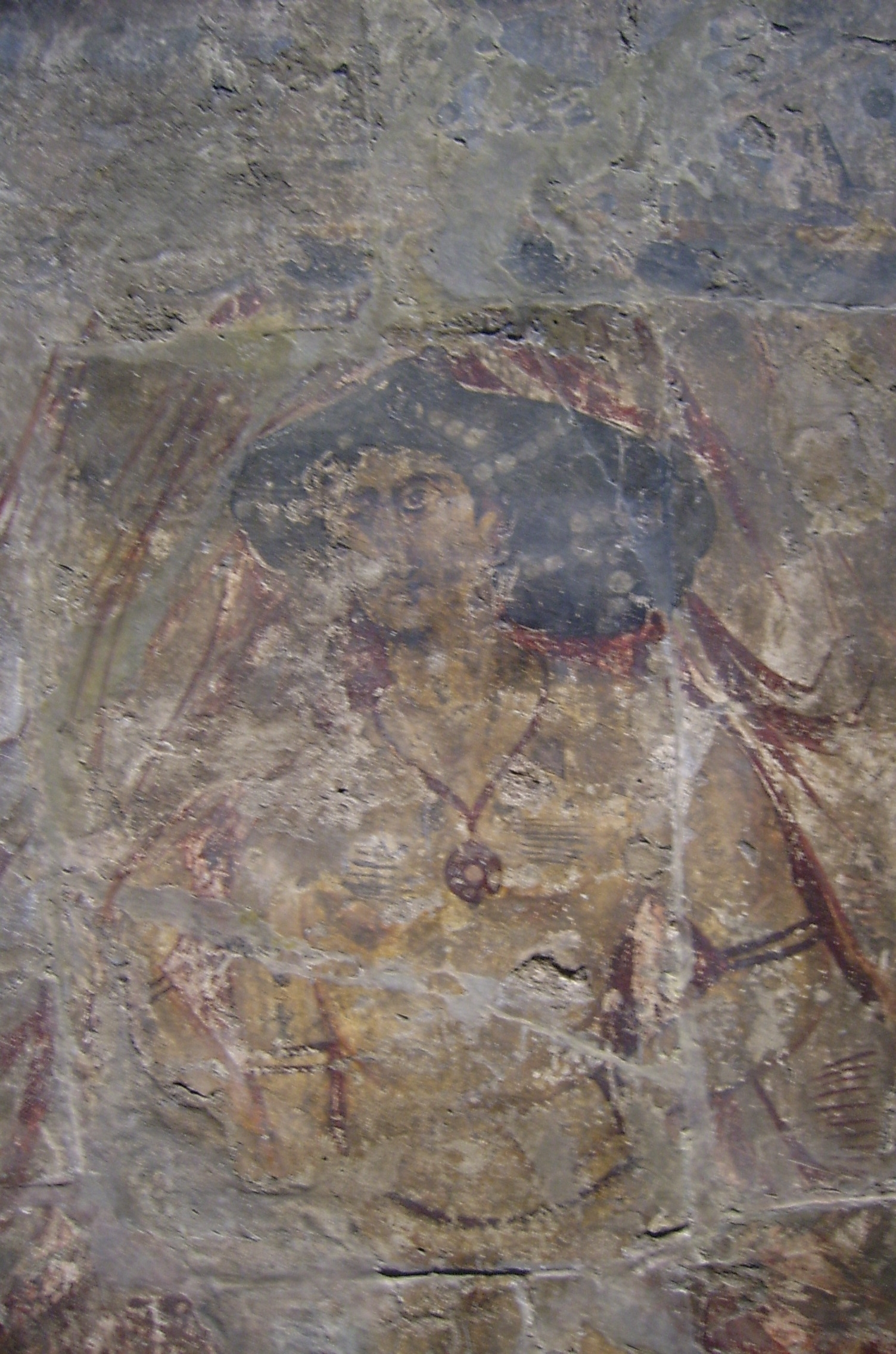
Un affresco proveniente da Quṣayr ʿAmra, conservato al Pergamonmuseum di Berlino

Il complesso monumentale di Qusayr Amra presenta una serie di ambienti variamente dislocati, molti dei quali comunicanti tra loro. L'ingresso principale, situato a nord, conduce nella Sala delle Udienze, un edificio a pianta quadrangolare di circa 11 metri per lato. La presenza di tre imponenti archi a sesto acuto demarca una suddivisione dell'ambiente in altrettante navate, una delle quali presenta un recesso, probabilmente adibito a sala del trono.
L'intera superficie interna è decorata da pregevoli affreschi, attribuiti dagli esperti ad artisti arabi o siriani influenzati notevolmente dal linguaggio figurativo romano e bizantino. Lo dimostra la decorazione della volta, impreziosita da scene campestri e da una Nike che incorona una figura femminile In prossimità delle due alcove, sulla parete ovest, è visibile un dipinto che raffigura sei sovrani, nemici dell'Islam: tra loro, gli archeologi hanno identificato il re persiano Cosroe, il Negus d'Abissinia, il re dei visigoti Roderico e l'allora imperatore di Bisanzio, in procinto di sottomettersi alla volontà di al-Walīd I. Tuttavia, l'affresco che ha destato più scalpore, nel corso dei secoli, agli occhi dei visitatori, è sicuramente quello che rappresenta una donna a petto scoperto che esce dalla vasca da bagno in un hammam: la sinuosità delle linee e la grazia con cui il corpo della fanciulla è stato raffigurato, testimonia un alto livello di sviluppo pittorico, unico nel suo genere, poiché del tutto estraneo ai consueti stilemi dell'arte islamica, prevalentemente a carattere religioso.
La posizione centrale e privilegiata occupata dal dipinto ha indotto gli archeologi a pensare che la ragazza altro non fosse che la serva preferita del califfo. Al suo fianco sinistro è rappresentata un'ancella, mentre sullo sfondo si nota un drappello di uomini incuriositi, intenti ad osservare la scena con notevole attenzione. Ai due lati opposti vi sono immagini che rievocano momenti voluttuosi, abbinate a movimentate partite di caccia, mentre nella volta est sono rappresentati istantanee tratte dalla vita quotidiana dell'epoca: falegnami, fabbri, muratori che erigono edifici e commercianti che cavalcano dromedari. In prossimità delle finestre vi sono raffigurazioni allegoriche della Poesia, della Vittoria e della Filosofia.

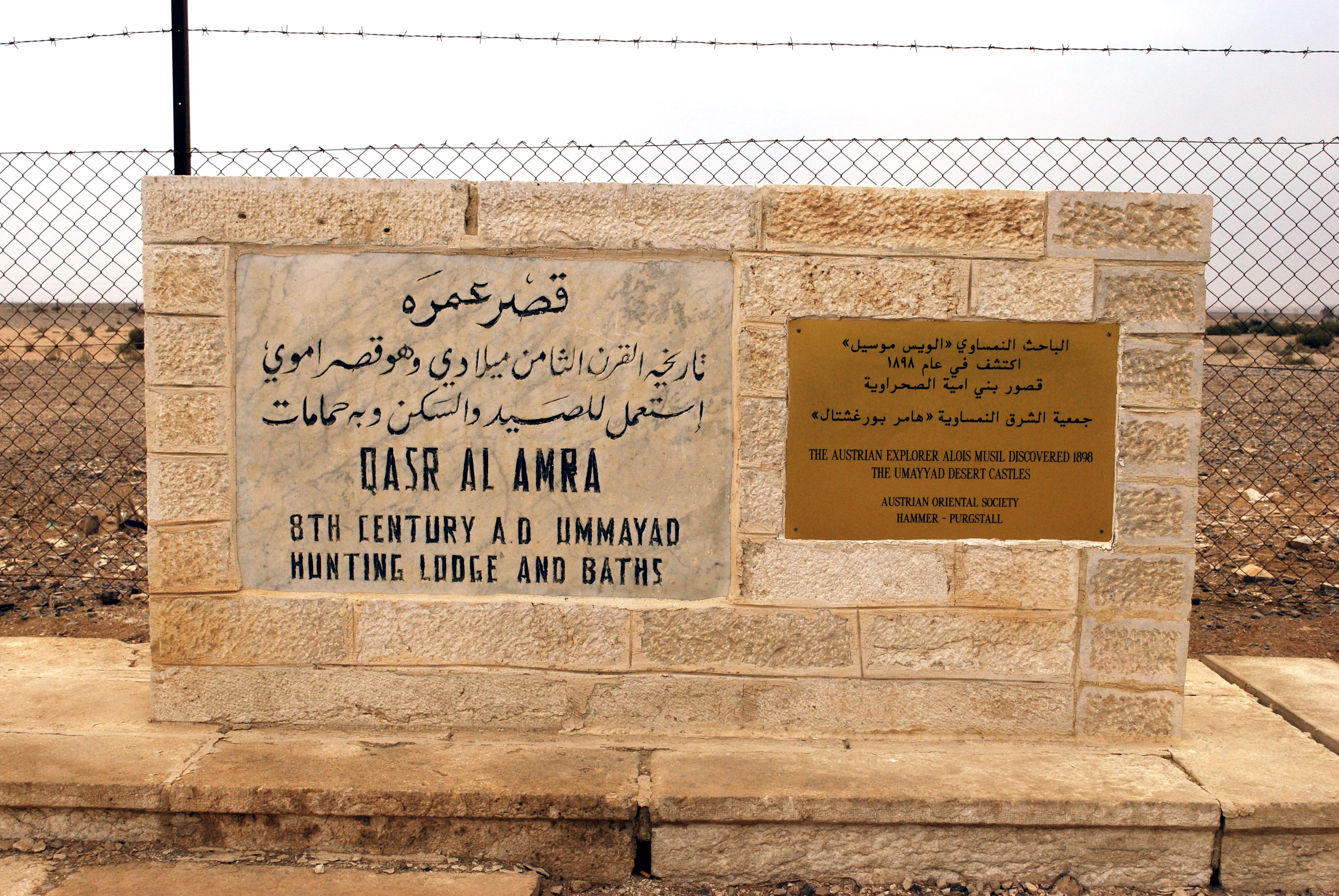

Un corridoio breve, situato sulla parete est, separa la Sala delle Udienze dal bagno turco, o hammam, suddiviso a sua volta in tre elementi: un tepidarium principale, un secondo tepidarium e un calidarium. Il primo dei tre ambienti è costituito da una volta a botte, sulla quale è rappresentato il volto enigmatico di un uomo, simile per fattezze a Gesù Cristo. Tuttora, gli archeologi non sono riusciti a fornire una valida spiegazione di questo dipinto. Sulla parete laterale, inframmezzati da decorazioni a motivo vegetale, ricorrono scenari bucolici, tra cui la sarcastica e antireligiosa raffigurazione di un orso che strimpella un banjo. La lunetta semicircolare, posta in direzione ovest, presenta invece affreschi di tutt'altro genere: in essa è infatti rappresentata una figura femminile nell'atto di compiangere il cadavere di un uomo, forse il genero di Walid.
Il secondo tepidarium, basato su una severa crociera, conserva solo un dipinto intatto e non danneggiato dall'umidità: è il ritratto di un nudo femminile che regge tra le braccia un neonato. Infine, il calidarium può essere assimilabile ad una nicchia circolare, munita di piccole finestre e sormontata da una cupola in pietra. Quest'ultima mostra un'importante raffigurazione, tra le prime ad essere eseguite su superficie ricurva, dell'Universo allora conosciuto e dello Zodiaco, con cura particolare nella rappresentazione delle singole costellazioni.
Un efficiente sistema di tubature faceva defluire l'acqua dal pozzo nei vari ambienti dell'hammam, garantendo così un rifornimento idrico costante e copioso.